# جورج بارتليت
جورج بارتليت (14 مارس 1998 في المملكة المتحدة - ) (بالإنجليزية: George Bartlett)‏ هو لاعب كريكت بريطاني. لعب مع نادي مقاطعة سومرست للكريكت ‏.

## وصلات خارجية
- جورج بارتليت على موقع إي آس بي آن كريك إنفو (الإنجليزية)